# Petkovy
Petkovy jsou obec v okrese Mladá Boleslav ve Středočeském kraji. Leží dvanáct kilometrů východně od Mladé Boleslavi. Žije zde 349 obyvatel.

## Historie
První písemná zmínka o obci pochází z roku 1393.

## Obyvatelstvo
| Rok            | 1869 | 1880 | 1890 | 1900 | 1910 | 1921 | 1930 | 1950 | 1961 | 1970 | 1980 | 1991 | 2001 | 2011 | 2021 |
| -------------- | ---- | ---- | ---- | ---- | ---- | ---- | ---- | ---- | ---- | ---- | ---- | ---- | ---- | ---- | ---- |
| Počet obyvatel | 340  | 326  | 302  | 276  | 298  | 290  | 270  | 259  | 309  | 270  | 231  | 213  | 202  | 281  | 343  |
| Počet domů     | 49   | 51   | 51   | 53   | 54   | 55   | 59   | 68   | 80   | 72   | 77   | 95   | 98   | 120  | 138  |

## Obecní správa

### Územněsprávní začlenění
Dějiny územněsprávního začleňování zahrnují období od roku 1850 do současnosti. V chronologickém přehledu je uvedena územně administrativní příslušnost obce v roce, kdy ke změně došlo:
- 1850 země česká, kraj Jičín, politický okres Jičín, soudní okres Sobotka, obec Dlouhá Lhota[6]
- 1855 země česká, kraj Mladá Boleslav, soudní okres Sobotka, obec Dlouhá Lhota[6]
- 1868 země česká, politický okres Jičín, soudní okres Sobotka, obec Dlouhá Lhota[6]
- 1939 země česká, Oberlandrat Jičín, politický okres Jičín, soudní okres Sobotka, obec Dlouhá Lhota[7]
- 1942 země česká, Oberlandrat Hradec Králové, politický okres Jičín, soudní okres Sobotka, obec Dlouhá Lhota[8]
- 1945 země česká, správní okres Jičín, soudní okres Sobotka, obec Dlouhá Lhota[9]
- 1949 Liberecký kraj, okres Mnichovo Hradiště[10][11]
- 1960 Středočeský kraj, okres Mladá Boleslav[12]

### Části obce
- Petkovy
- Čížovky

### Obecní symboly
Znak a vlajka byly obci uděleny rozhodnutím předsedkyně Poslanecké sněmovny Parlamentu České republiky dne 25. listopadu 2011.

## Doprava
Silniční doprava
- Do obce vede silnice III. třídy.

Železniční doprava
- Železniční trať ani stanice na území obce nejsou. Nejblíže je železniční zastávka Dlouhá Lhota (jen pro osobní dopravu) ve vzdálenosti 3 km ležící na trati 064 v úseku mezi Mladou Boleslaví a Dolním Bousovem. Nejbližší železniční stanicí (pro veškerou dopravu) je Dolní Bousov ve vzdálenosti 6 km ležící na téže trati a na trati 063 z Bakova nad Jizerou do Dolního Bousova.

Autobusová doprava
- V obci zastavovaly v pracovních dnech května 2011 příměstské autobusové linky:
  - Mladá Boleslav-Dlouhá Lhota-Libáň (5 spojů tam i zpět),
  - Mladá Boleslav-Březno-Libáň (5 spojů tam i zpět) (dopravce TRANSCENTRUM bus, s.r.o.),
  - Kopidlno-Libáň-Dětenice-Mladá Boleslav (4 spoje tam i zpět) (dopravce BusLine, a.s.) [14]

## Pamětihodnosti
- Sýpka (původně tvrz)

## Galerie

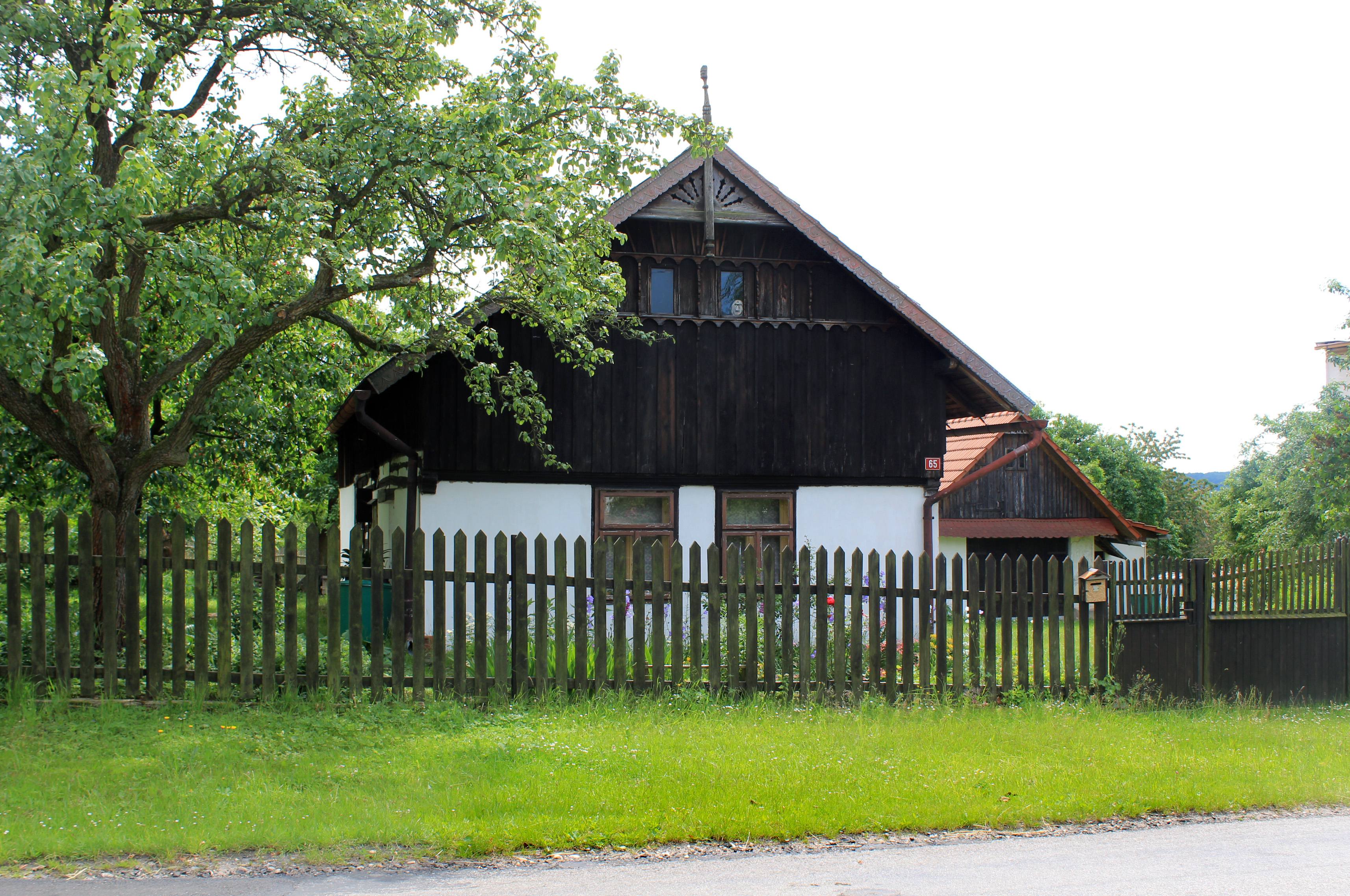
Roubenka u hlavní silnice
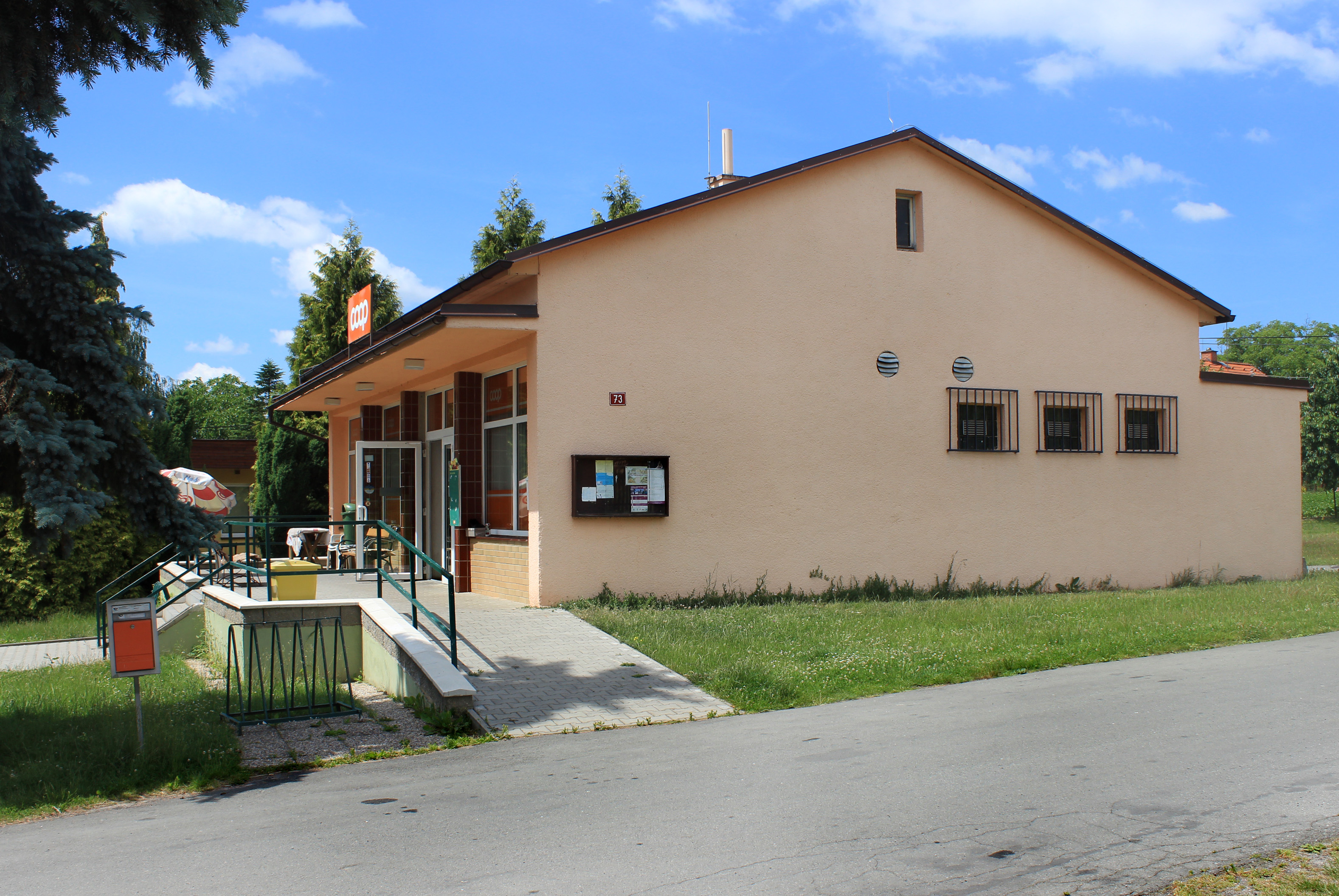
Koloniál
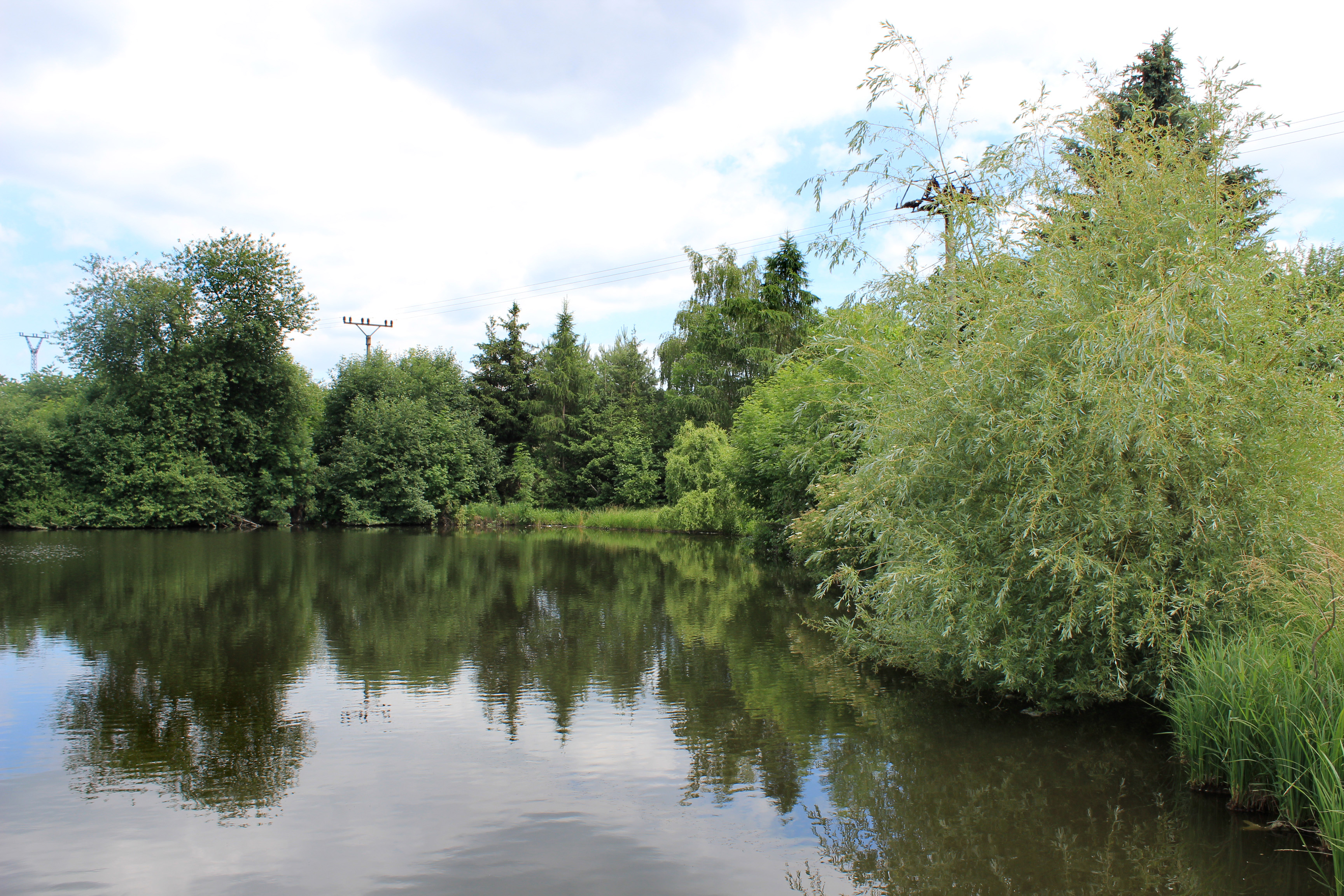
Rybník na západě obce
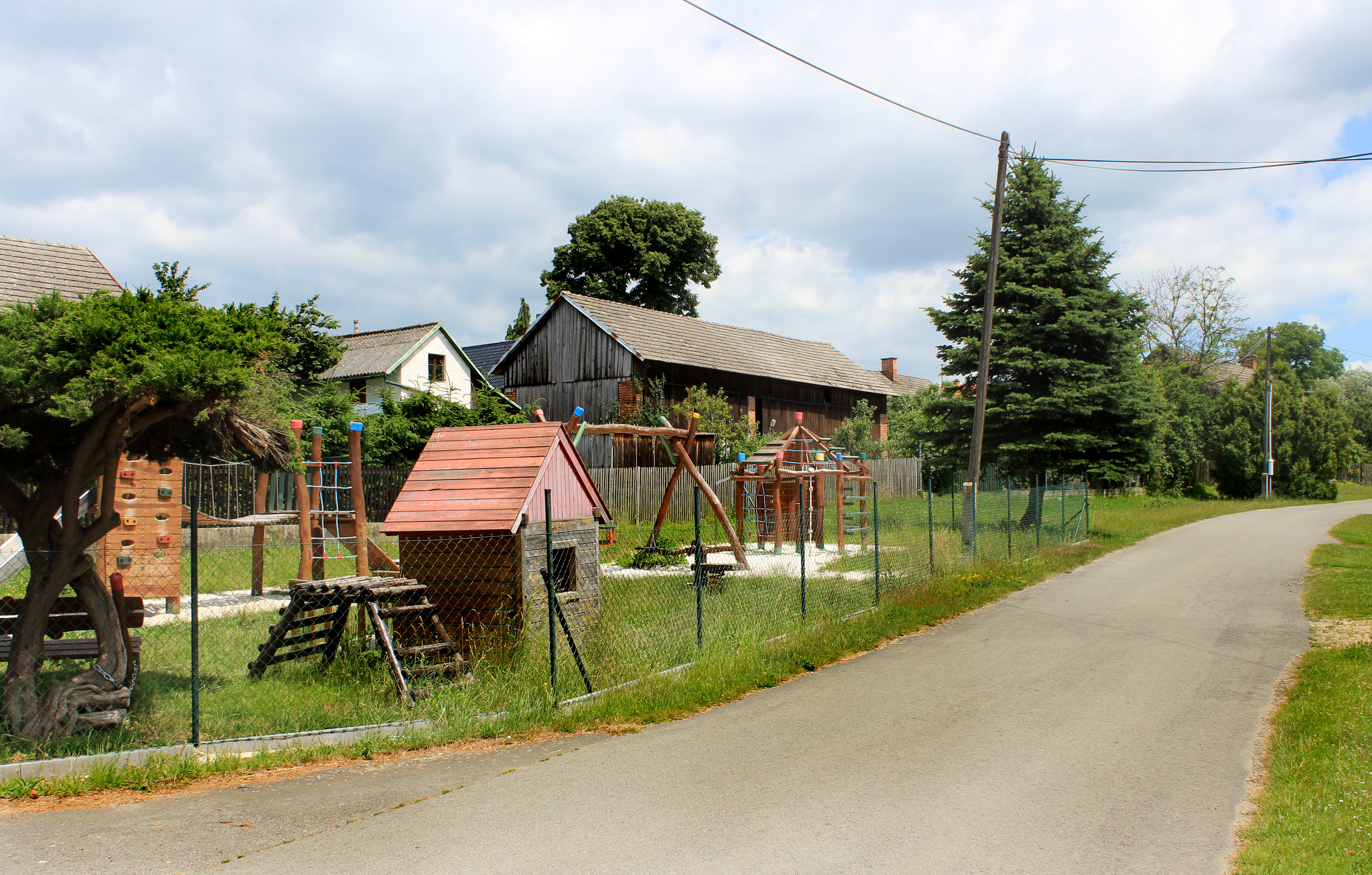
Hřiště u obchodu